# خلیج بیافرا

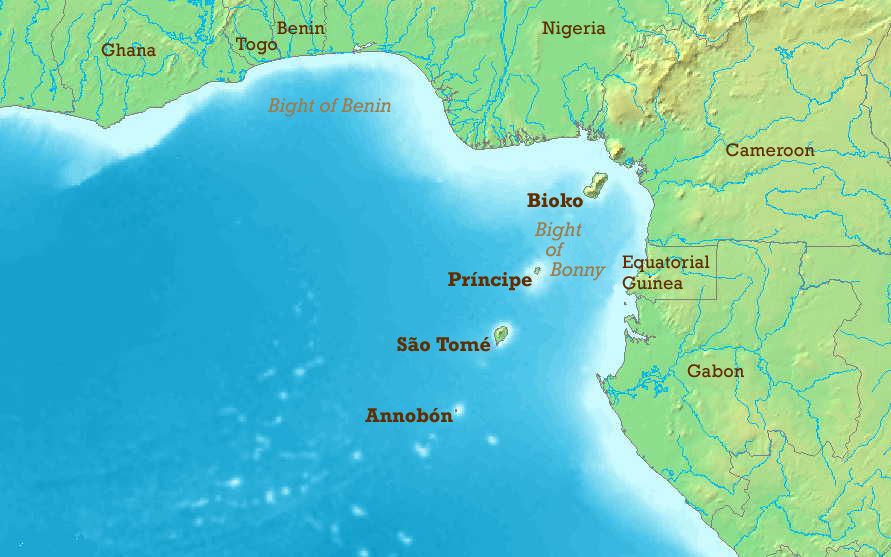
نقشه خلیج گینه که در آن خلیج بونی (خلیج بیافرا) دیده می‌شود.

خلیج بیافرا که خلیج بونی (به انگلیسی: The Bight of Bonny) هم نامیده شده خلیجی است در کرانه‌های غرب آفریقا. خلیج بیافرا شرقی‌ترین بخش از خلیج گینه به‌شمار می‌آید. در غرب خلیج بیافرا خلیج بنین واقع شده‌است.
خلیج بیافرا از دلتای رودخانه نیجر در شمال تا دماغه لوپز در گابن ادامه می‌یابد.
کشورهایی که در کرانه خلیج بیافرا قرار گرفته‌اند عبارتند از نیجریه، کامرون، گینه استوایی، و گابن.
در خلیج بیافرا چندین جزیره وجود دارد که بزرگ‌ترین آنها جزیره بیوکو، متعلق به کشور گینه استوایی است.
بندرهای اصلی خلیج بیافرا عبارتند از: مالابو (در جزیره بیوکو)، هارکورت و کالابار (نیجریه)، دوآلا (کامرون)، باتا (گینه استوایی)، لیبرویل و پورت-جنتیل (گابن).

## پیشینه
خلیج بیافرا در میان سده‌های ۱۶ تا ۱۹ میلادی شاهد عملیات گسترده‌ای از جابه‌جایی برده بود که مرکز آن در بندرهای برس، بانی، اوپوبو، و کالابار قدیم در نیجریه قرار داشت. در دهه ۱۸۳۹ دادوستد روغن نخل در این مناطق از تجارت برده پیشی گرفت و بازرگانی روغن نخل از آن زمان هم‌چنان اهمیت خود را حفظ کرده‌است. نفت که در اواخر دهه ۱۹۵۰ در دلتای رودخانه نیجر کشف شد از منابع اصلی اقتصادی برای این ناحیه شده‌است.